# Vers les étoiles (série télévisée)
Vers les étoiles (Night Sky) est une série télévisée américaine de science-fiction en huit épisodes d'environ 54 minutes créée et co-écrite par Holden Miller et Daniel C. Connolly pour Amazon Studios et Legendary Television, et mise en ligne le 20 mai 2022 sur Prime Video. La série a été tournée dans l'Illinois.
La série a été annulée par Prime Video après une seule saison faute d'audience suffisante et ce malgré un accueil favorable de la critique.

## Synopsis
Un vieux couple, les York, cache un secret dans sa cave : une porte d’acier qui donne sur… une autre planète. Dans la pièce où ils admirent le paysage étrange, se trouve une autre porte, qu’ils n’osent ouvrir.

## Distribution
- J. K. Simmons (VF : Jean Barney) : Franklin York
- Sissy Spacek (VF : Annie Sinigalia) : Irene York
- Chai Hansen (VF : Alexandre Nguyen) : Jude
- Adam Bartley (en) (VF : Christophe Lemoine) : Byron
- Julieta Zylberberg (VF : Emmanuelle Rivière) : Stella
- Rocío Hernández (VF : Angèle Humeau) : Toni
- Kiah McKirnan (VF : Aurélie Konaté) : Denise
- Beth Lacke (VF : Rafaèle Moutier) : Chandra
- Stephen Louis Grush (VF : Benjamin Penamaria) : Nick
- Cass Buggé (VF : Stéphanie Hédin) : Jeanine
- Sonya Walger (VF : Déborah Perret) : Hannah
- Sandra Marquez (VF : Juliette Degenne) : Dre Mareese

 Source et légende : version française (VF) sur RS Doublage et DSD

## Épisodes
1. Vers les étoiles (To the Stars)
2. La Capilla (La Capilla)
3. L'Auxiliaire de vie (The Caretaker)
4. Whisly-bière (Boilermakers)
5. Leçons de conduite (Driving Lessons)
6. Cher Franklin (Dear Franklin)
7. Plongée dans le lac (Lake Diving)
8. Compensation (Compensation)

Source des titres en français
Source des titres originaux